# 6527 Takashiito
6527 Takashiito è un asteroide della fascia principale. Scoperto nel 1992, presenta un'orbita caratterizzata da un semiasse maggiore pari a 2,2576685 UA e da un'eccentricità di 0,1493832, inclinata di 4,63744° rispetto all'eclittica.
L'asteroide è dedicato al planetologo giapponese Takashi Itō.